# Ігнатьєв Микола Якимович
Ігнатьєв Микола Якимович (нар. 25 травня 1926, с. Нова Прага, Олександрійського району, Кіровоградської області — пом. 16 квітня 1996, м. Новоукраїнка, Кіровоградської області) — кавалер орденів Вітчизняної війни І ст., Жовтневої революції, Трудового Червоного Прапора та ін. Воював (1943—1945 рр.) у партизанському загоні, був тяжко поранений. Протягом 34 років розбудовував та очолював Новоукраїнський комбінат хлібопродуктів в період з 1957 по 1991 рр.

## Життєпис
- 07.1941 — 06.1943 — працював в громадському дворі тимчасово окупованого німцями с. Нова Прага Кіровоградської обл.
- 06.1943 — 11.1943 — воював в партизанському загоні ім. Ворошилова в Знам'янському р-ні Кіровоградської обл.
- 11.1943 — 05.1944 — сержант 26-ї стрілецької запасної бригади в м. Бійськ Алтайського краю
- 05.1944 — 01.1945 — сержант 216-го стрілецького полку 1-го Українського фронту (Польща). Тяжко поранений. До 06.1945 перебуває на лікуванні в Житомирі
- 06.1945 — 10.1947 — завідувач складу Шаровського пункту «Заготзерно» в Новопражському р-ні Кіровоградської обл.
- 10.1947 — 07.1949 — рахівник-касир Шаровського об'єкту № 22 в Новопражському р-ні Кіровоградської обл.
- 07.1949 — 03.1950 — старший сушильний майстер Шаровського об'єкту № 22 в Новопражському р-ні Кіровоградської обл.
- 03.1950 — 06.1950 — заступник керівника бази № 22 в Новопражському р-ні Кіровоградської обл.
- 06.1950 — 01.1951 — слухач курсів навчального комбінату міністерства заготівлі в м. Харкові
- 01.1951 — 11.1953 — заступник директора Павлишского пункту «Заготзерно» в Онуфріївському р-ні Кіровоградської обл.
- 11.1953 — 01.1957 — заступник директора Капустянського пункту «Заготзерно» в Маловисківському р-ні Кіровоградської обл.
- 01.1957 — 10.1957 — директор Новоукраїнського пункту «Заготзерно» в м. Новоукраїнка Кіровоградської обл.
- 10.1957 — 11.1958 — курсант курсів міністерства хлібопродуктів СРСР
- 11.1958 — 01.1991 — директор Новоукраїнського комбінату хлібопродуктів
- В 1969 році без відриву від виробництва закінчив Дніпропетровський технологічний технікум за спеціальністю технік-технолог.

## Нагороди
- Орден Вітчизняної війни І ступеня
- Медаль «За перемогу над Німеччиною у Великій Вітчизняній війні 1941—1945 рр.»
- Медаль «20 років перемоги у Великій Вітчизняній війні 1941—1945 рр.»
- Медаль «За доблесну працю (За військову доблесть). В ознаменування 100-річчя з дня народження Володимира Ілліча Леніна»
- Орден Трудового Червоного Прапора Наказ Президії Верховної Ради СРСР від 8 грудня 1973 року
- Ювілейна медаль «Тридцять років перемоги у Великій Вітчизняній війні 1941—1945 рр.» Наказ Президії Верховної Ради СРСР від 25 квітня 1975 року
- Медаль «40 років перемоги у Великій Вітчизняній війні 1941—1945 рр.»
- Орден Жовтневої Революції Наказ Президії Верховної Ради СРСР від 22 грудня 1977 року
- Медаль «50 років Збройних Сил СРСР» Наказ Президії Верховної Ради СРСР від 12 квітня 1985 року
- Медаль «70 років Збройних Сил СРСР» Наказ Президії Верховної Ради СРСР від 28 січня 1988 року